# Black bloc

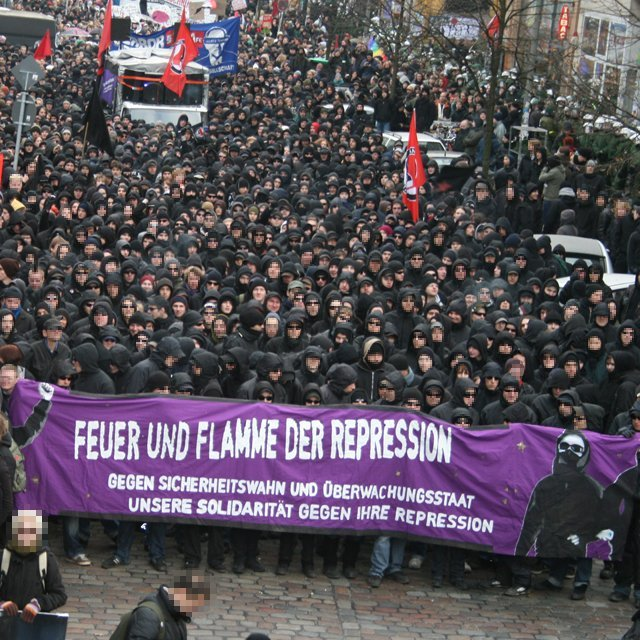
O black bloc nas ruas de Hamburgo contra a repressão policial aos okupas (dezembro de 2007).

Black bloc (do inglês black, preto; bloc, agrupamento de pessoas para uma ação conjunta ou propósito comum de block: bloco sólido de matéria inerte) é uma tática de ação direta, de corte anarquista, empreendida por grupos de afinidade que se reúnem, mascarados e vestidos de preto, para protestar em manifestações de rua, utilizando-se da propaganda pela ação para desafiar o establishment e as forças da ordem.
A tática surgiu na Alemanha, nos anos 1980, como tática utilizada por autonomistas e anarquistas para defender os squats (ocupações) contra a ação da polícia e os ataques de grupos neonazistas. Posteriormente suas atividades ganharam atenção da mídia fora da Europa, durante as manifestações contra o encontro da OMC em Seattle, em 1999, quando grupos mascarados destruíram fachadas de lojas e escritórios do McDonald's, da Starbucks, da Fidelity Investments e outras instalações de grandes empresas.
À diferença do modus operandi de outros grupos anticapitalistas, os integrantes do black bloc realizam ataques diretos à propriedade privada, como forma de chamar a atenção para sua oposição ao que consideram símbolos do capitalismo — as corporações multinacionais e os governos que as apoiam.
As roupas e máscaras pretas — que dão nome à tática e, por extensão, também aos grupos que dela se utilizam —  tanto visam proteger a integridade física dos indivíduos quanto garantir seu anonimato, caracterizando-os, em conjunto, apenas como um único e imenso bloco.

## Identidade
Inicialmente  as grandes redes de comunicação de massa difundiram o entendimento de que black bloc seria uma organização internacional. Mais recentemente, ficou claro que black bloc não é uma organização ou grupo mas uma tática utilizada por vários indivíduos anticapitalistas, que não mantêm muitas conexões entre si. Na mesma manifestação, podem formar-se diversos blocos negros, com diferentes objetivos e ações. Esses blocos podem até mesmo entrar em confronto entre si, a exemplo do que ocorreu nas protestos contra o G8, em Gênova (2001) e Montebello (Quebec), em 2007, durante a Cúpula de Líderes da América do Norte (também conhecida como Three Amigos Summit ou "Cúpula dos Três Amigos", a saber: Estados Unidos, México e Canadá), quando alguns policiais se infiltraram no black bloc. A polícia negou que os agentes tivessem atuado como provocadores, mas um dos policiais infiltrados foi filmado com uma grande pedra na mão.
O black bloc geralmente é formado por anarquistas e integrantes de movimentos afins (anticapitalismo e anti-globalização), que se juntam para determinada ação de protesto. O objetivo pode variar em cada caso, mas, em termos gerais, trata-se de expressar solidariedade diante da ação repressiva do Estado e de veicular uma crítica, segundo a perspectiva anarquista, acerca do objeto do protesto no momento.
Alguns também consideram um equívoco considerar o bloc como violento. Para John Zerzan (teórico anarquista considerado como uma espécie de ideólogo dos movimentos de multidão) no documentário Surplus, não se pode falar em violência contra objetos: não se violenta uma mesa, cadeira ou vidraça. Segundo Zerzan, a violência só pode ser exercida contra outros seres vivos, coisa que não acontece com o black bloc. "Veteranos" do bloco confirmam essa visão: "Não somos violentos, jamais atacamos pessoas (…) Não é violência destruir os símbolos do capitalismo selvagem, da exploração, da globalização". Esses símbolos seriam lojas, caixas automáticos, carros de luxo. Os blocs nunca andam armados. Objetos simples, muitas vezes encontrados pelo caminho (pedras, extintores de incêndio, placas de trânsito, vergalhões de aço encontrados em canteiros de obras), são transformados em armas improvisadas. O importante, para o sucesso da tática, é ser imprevisível, incontrolável e visível apenas no breve momento da ação, graças à inconfundível máscara e às roupas pretas.

## História

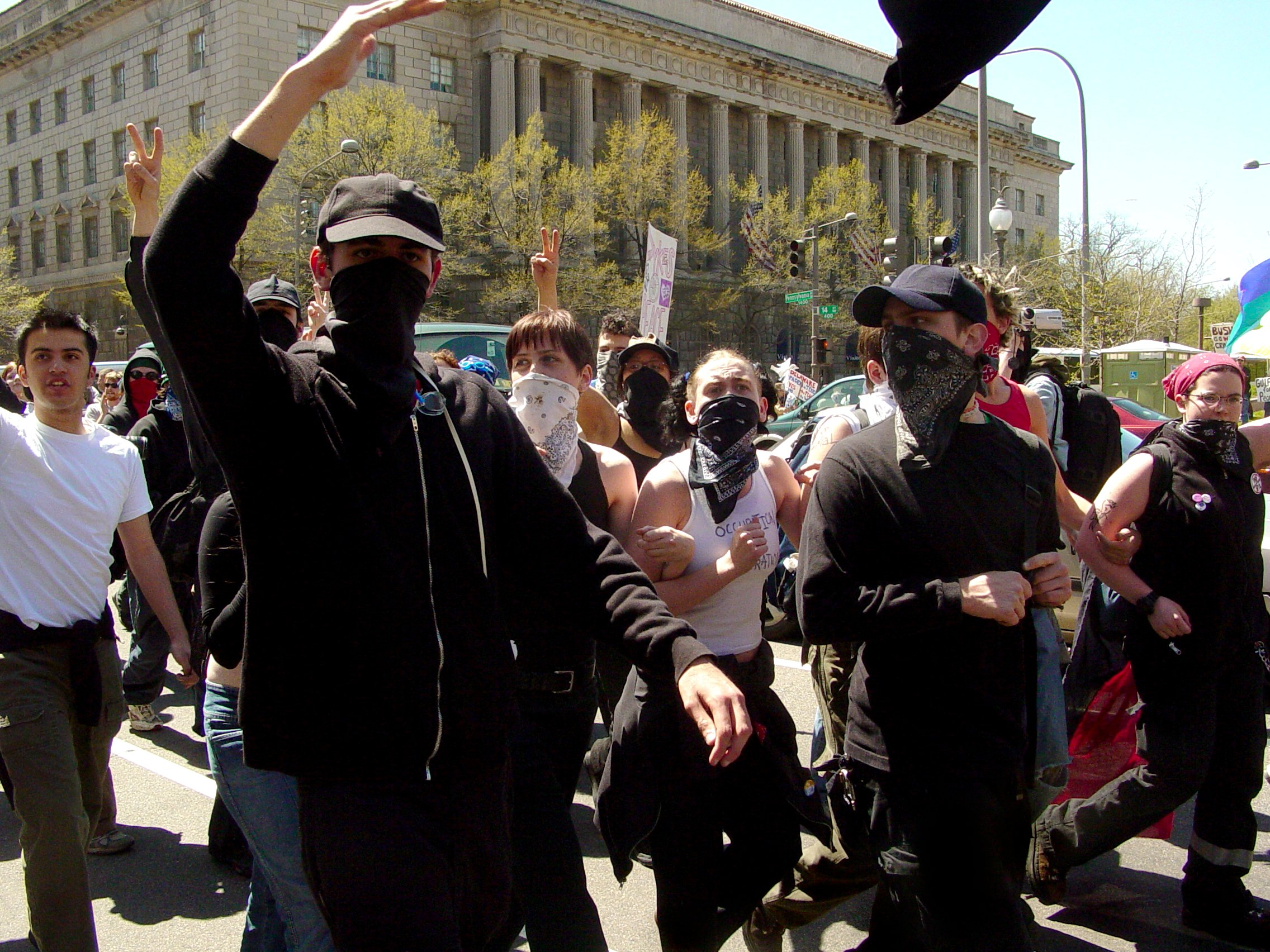
Black bloc em 12 de abril de 2003 em Washington DC

O black bloc surgiu na Alemanha, na década de 1980, como uma tática utilizada por autonomistas e anarquistas para defenderem os squats (ocupações) e as universidades contra a ação da polícia e os ataques de grupos nazistas e fascistas. A expressão Schwarzer Block nasce nessa época. Era utilizada pela polícia alemã para identificar os Autonomen (similares aos Autonomi italianos, que se situavam na área da esquerda extraparlamentar, mas com uma substancial diferença quanto ao uso de táticas violentas) que, durante as manifestações e passeatas antinucleares e em favor da Rote Armee Fraktion, geralmente usavam roupas e máscaras negras para que o conjunto dos manifestantes formasse uma massa compacta e bem identificável, seja para parecerem numericamente superiores, seja para atraírem a solidariedade e a ajuda de outros grupos ideologicamente afins, durante as manifestações. As máscaras e os gorros ou capacetes têm a função de proteger os integrantes do bloco e ao mesmo tempo impedir a identificação dos participantes, por parte da polícia.

A mesma denominação foi posteriormente utilizada em inglês — Black Bloc — nos Estados Unidos, durante as manifestações contra o Pentágono (1988) e durante os protestos contra a Primeira Guerra do Golfo (1991). Outras aparições significativas dos black bloc ocorreram em Seattle (30 de novembro a 4 de dezembro de 1999) durante as manifestações contra a conferência de ministros dos países membros da OMC, em Praga (26 a 28 de setembro de 1999), quando a cidade foi ocupada durante a reunião dos países membros do Fundo Monetário Internacional e do Banco Mundial. 

No Brasil, a primeira ação Black Bloc registrada pela grande imprensa, ocorreu durante a Ação Global dos Povos, em 27 de setembro de 2000, quando manifestantes mascarados promoveram depredação no andar térreo da sede da Bovespa (atual B3), em São Paulo. "O Black Bloc no Brasil veio para ficar", afirma Pablo Ortellado, um dos fundadores do Centro de Mídia Independente e professor da Escola de Artes, Ciências e Humanidades da USP, que participou dos protestos antiglobalização e hoje estuda a emergência de tais grupos.
A tática black bloc também apareceu em Gotemburgo (14 e 15 de junho de 2001) nas manifestações contra o Conselho Europeu. Em Gênova (20 de julho de 2001), durante a cúpula do G8, as manifestações destruíram partes da capital da Ligúria. Na época, houve suspeitas de que provocadores estivessem infiltrados no black bloc, atuando em cumplicidade com a polícia. Mais tarde, ficou claro que havia policiais infiltrados no "bloco". Além disso, os black bloc foram criticados por outros ativistas, por provocarem uma violenta reação da polícia, o que, além de inviabilizar as manifestações pacíficas de diferentes organizações, resultou na morte do jovem Carlo Giuliani, por um policial.
Em 20 de abril de 2001, durante a Cúpula das Américas, o black bloc derrubou parte da cerca metálica de 3,8 quilômetros (chamada o muro da vergonha pelos manifestantes) que protegia o local da reunião.
Em 2009, a City, o centro financeiro de Londres, foi transformada em praça de guerra durante os protestos contra a reunião do G-20. A tropa de choque tentou dispersar os manifestantes, e um homem acabou morto. Em todas as ocasiões, o padrão das ações do black bloc basicamente se repete. No Rio de Janeiro e em São Paulo, em 2013, não foi diferente: enfrentaram a polícia com paus e pedras, quebraram vitrines de lojas e bancos (que consideram símbolos do capitalismo), fizeram barricadas incendiando lixeiras, destruíram veículos (principalmente carros da polícia).
Em alguns casos, porém, a reação policial às ações do black bloc pode ser muito mais violenta. Em Gênova (2001), depois de atirar e passar duas vezes por cima do corpo de Carlo Giuliani com um carro, a polícia realizou, na noite de 20 para  21 de julho, um ataque ao complexo de escolas A. Diaz. No local, funcionavam a coordenação do Genoa Social Forum ("Fórum Social de Gênova") e a sala de imprensa da Indymedia, além de um dormitório improvisado. O motivo da invasão teria sido a suspeita de que lá haveria adeptos do black bloc. Na sequência, os policiais passaram a espancar indistintamente todas as pessoas que se encontravam no prédio. Ao final, 61 pessoas foram feridas e levadas a hospitais, três das quais em estado grave e uma (o jornalista britânico Mark Covell) em estado de coma; 93 foram presas e, dentro das instalações da polícia, continuaram a maus-tratos. Relatos publicados pela imprensa da época descreveram o episódio como um massacre. Posteriormente, 125 policiais foram indiciados pelas agressões. A invasão da escola foi tema do filme Diaz — Don't Clean Up This Blood (em português, Diaz — Não limpe esse sangue), de Daniele Vicari.

### Leitura complementar
- Albertani, Claudio (2002). «PAINT IT BLACK: Black blocs, Tute Bianche et Zapatistes dans le mouvement antimondialisation» (PDF). Les Temps Maudits (12)
- Dupuis-Déri, Francis (2010). «The Black Blocs Ten Years  after Seattle: Anarchism, Direct Action, and Deliberative Practices». Journal for the Study of Radicalism. 4 (2): 45–82. ISSN 1930-1189
- Dupuis-Déri, Francis. "Um perfil histórico dos black blocs", artigo no Jornal Folha de S. Paulo, em 09 de março de 2014.
- Gautney, Heather (2009). «Between Anarchism and Autonomist Marxism». Working USA. 12 (3): 467–487
- Graeber, David (2009). Direct Action: An Ethnography (PDF). Oakland: AK Press. ISBN 978-1904859796
- Graeber, David (9 de fevereiro de 2012). «Concerning the Violent Peace-Police: An Open Letter to Chris Hedges». n+1. Consultado em 28 de maio de 2012
- Katsiaficas, George. The Subversion of Politics: European Social Movements and the Decolonization of Everyday Life. Oakland and Edinburgh: AK Press, 2006.
- The Black Bloc Papers: An Anthology of Primary Texts From The North American Anarchist Black Bloc 1988-2005, por Xavier Massot & David Van Deusen, Breaking Glass Press
- Black Blocs and Contemporary Propaganda of the Deed, por Jeff Shantz
- LUDD, Ned (org), [http ://pt.slideshare.net/IgorDuarte2/urgncia-da-ruasnedludd Urgência das ruas – Black Bloc, Reclaim the Streets e os Dias de Ação Global]. Conrad, 2002
- Zuquete, J. P.  Men in Black, 2014
- Neither Washington Nor Stowe: Common Sense For The Working Vermonter, por David Van Deusen e Green Mountain Anarchist Collective, Catamount Tavern Press.